# Bruyères (Herve)
Bruyères is een dorp in de Belgische gemeente Herve, behorend tot de deelgemeente Battice.

## Bezienswaardigheden

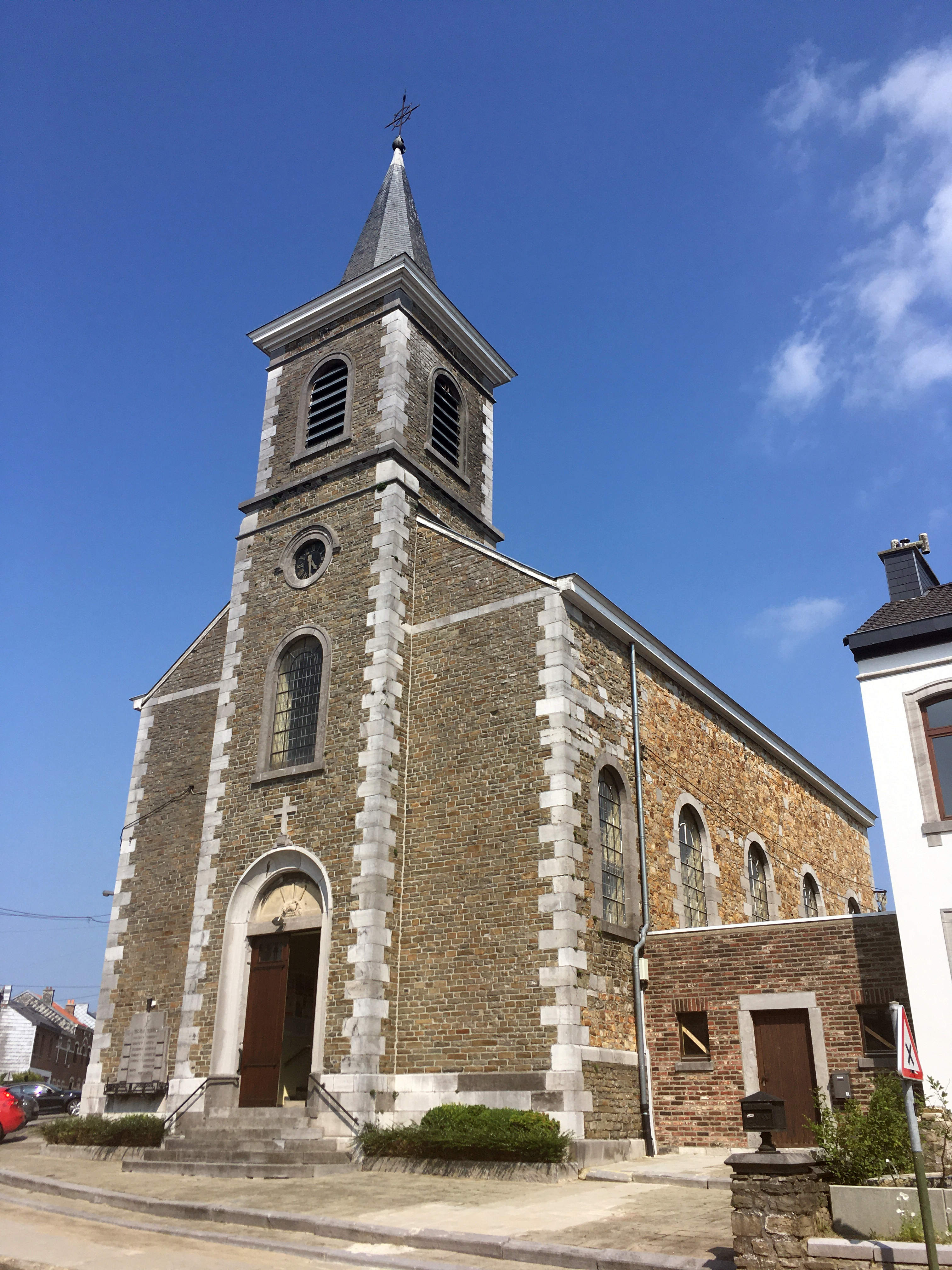
De Sint-Elisabethkerk in Bruyères.

- De Sint-Elisabethkerk

## Natuur en landschap
Bruyères ligt op het Plateau van Herve, op een hoogte van ongeveer 255 meter. In de omgeving wordt landbouw bedreven.

## Nabijgelegen kernen
Herve, Manaihant, Grand-Rechain, Soumagne, José
Deelgemeente: Battice · Bolland · Charneux · Chaineux · Grand-Rechain · Herve · Julémont · Xhendelesse

Overige kernen: Asse · Bellefontaine · Bruyères · Gurné · Holliguette · Hubertfays · José · Les Fawes · Manaihant · Noblehaye  · Renouprez · Sauvenière · Xhéneumont

Belgische gemeenten · arrondissement Verviers · provincie Luik · Wallonië